# Пенгерн, Артюс де
Артюс де Пенгерн (фр. Artus de Penguern;  13 марта 1957, Нёйи-сюр-Сен — 14 мая 2013, Париж) — французский киноактёр, сценарист, режиссёр.

## Биография
Родился 13 марта 1957 года.
В киноиндустрию Артюс де Пенгерн пришёл в 1983 году. Первым фильмом, в котором он снялся, был «Ги де Мопассан» Мишеля Драша. Де Пенгерн играл в таких фильмах, как «Дантон» Анджея Вайды и «Амели» Жан-Пьера Жене. В 2001 году он сам снял полнометражное кино — романтическую комедию «Грегуар Мулен против человечества», к которой также написал сценарий.
Артюс де Пенгерн был в отношениях с актрисой Паскаль Арбийо, сыгравшей главную героиню его фильма «Грегуар Мулен против человечества».

## Фильмография

### Актёр
- 1982 — Дантон / Danton
- 1982 — Ги де Мопассан / Guy de Maupassan
- 1985 — Полиция / Police
- 1988 — Неистовый / Frantic
- 1990 — Генри и Джун / Henry & June
- 1991 — Услуга, часы и очень большая рыба / Favour, The Watch And The Very Big Fish
- 1994 — Мина Танненбаум / Mina Tannenbaum
- 1999 — Любимая тёща / Belle Maman
- 2000 — Дело вкуса / Matter of Taste, A
- 2000 — Отверженные / Les Misérables
- 2001 — Амели / Le Fabuleux destin d’Amélie Poulain
- 2001 — Грегуар Мулен против человечества / Gregoire Moulin contre l`humanite
- 2003 — Все девчонки безумны / Toutes les filles sont folles
- 2007 — Гость / L'Invité
- 2007 — Оно того не стоит / Détrompez-vous
- 2007 — Большой город / Big City
- 2008 — Агата Клери / Agathe Cléry
- 2012 — Клиника любви / La Clinique de l'amour

### Режиссёр
- 2001 — Грегуар Мулен против человечества / Gregoire Moulin contre l`humanite
- 2012 — Клиника любви / La Clinique de l'amour

### Сценарист
- 2001 — Грегуар Мулен против человечества / Gregoire Moulin contre l`humanite
- 2012 — Клиника любви / La Clinique de l'amour